# Czar miłości
Czar miłości – siódmy album studyjny zespołu Akcent, wydany w 1995 roku przez firmę fonograficzną Green Star. Zawiera 10 premierowych utworów. Nagrania zrealizowano w Studio Ramzes w Białymstoku. W 2005 roku firma fonograficzna Folk wydała reedycję albumu na płycie kompaktowej.
Do utworów: „To właśnie ja” i „Kołysanka dla ukochanej” nakręcono teledyski, które były emitowane w TV Polsat.

## Lista utworów (kaseta magnetofonowa)
Strona A
1. „To właśnie ja” (muz. Zenon Martyniuk, sł. Marzanna Zrajkowska)
2. „Twe czarne oczy” (muz. Zenon Martyniuk, sł. Marzanna Zrajkowska)
3. „Nie żal tej miłości” (muz. Mariusz Anikiej, sł. Marzanna Zrajkowska)
4. „Nie ze mną” (muz. Zenon Martyniuk, sł. Marzanna Zrajkowska)
5. „Moja piosenka” (muz. Zenon Martyniuk i Mariusz Anikiej, sł. Marzanna Zrajkowska)

Strona B
1. „Kołysanka dla ukochanej” (muz. Zenon Martyniuk, sł. Marzanna Zrajkowska)
2. „Przez cierniste drogi” (muz. Mariusz Anikiej, sł. Marzanna Zrajkowska)
3. „Sonet dla miłości” (muz. Zenon Martyniuk, sł. Marzanna Zrajkowska)
4. „Znajdę pannę jak marzenie” (muz. Zenon Martyniuk, sł. Marzanna Zrajkowska)
5. „Powiedz mamo” (muz. Mariusz Anikiej, sł. Marzanna Zrajkowska)

Realizacja nagrań: Marek Zrajkowski

## Lista utworów” (Reedycja 2005)
1. „Nie żal tej miłości” (muz. Mariusz Anikiej, sł. Marzanna Zrajkowska)
2. „To właśnie ja” (muz. Zenon Martyniuk, sł. Marzanna Zrajkowska)
3. „Mała figlarka” (muz. Zenon Martyniuk i Mariusz Anikiej, sł. Marzanna Zrajkowska)
4. „Znajdę pannę jak marzenie” (muz. Zenon Martyniuk, sł. Marzanna Zrajkowska)
5. „Moja piosenka” (muz. Zenon Martyniuk i Mariusz Anikiej, sł. Marzanna Zrajkowska)
6. „Kołysanka dla ukochanej” (muz. Zenon Martyniuk, sł. Marzanna Zrajkowska)
7. „Nie ze mną” (muz. Zenon Martyniuk, sł. Marzanna Zrajkowska)
8. „Oj mamo mamo” (muz. i sł. tradycyjne; utwór z albumu Oczarowałaś mnie z 1997 roku)
9. „Ostatni most” (muz. Jerzy Suszycki i Mariusz Anikiej, sł. Marzanna Zrajkowska; utwór z albumu Oczarowałaś mnie z 1997 roku)
10. „Powiedz mamo” (muz. Mariusz Anikiej, sł. Marzanna Zrajkowska)
11. „Przez cierniste drogi” (muz. Mariusz Anikiej, sł. Marzanna Zrajkowska)
12. „Peron łez” (muz. Zenon Martyniuk i Mariusz Anikiej, sł. Marzanna Zrajkowska; utwór z albumu Peron łez i inne piosenki o miłości z 1993 roku)
13. „Sonet dla miłości” (muz. Zenon Martyniuk, sł. Marzanna Zrajkowska)
14. „Stary cygan” (muz. Zenon Martyniuk i Mariusz Anikiej, sł. Marzanna Zrajkowska)
15. „Twe czarne oczy” (muz. Zenon Martyniuk, sł. Marzanna Zrajkowska)

## Skład zespołu
- Zenon Martyniuk
- Mariusz Anikiej